# 月亮湖 (佛羅里達州)
月亮湖（英語：Moon Lake）是位於美國佛羅里達州帕斯科縣的一個非建制地區。該地的面積和人口皆未知。

## 地理
月亮湖的座標為28°18′01″N 82°36′17″W / 28.30028°N 82.60472°W，而該地的平均海拔高度為14米（即46英尺）。